# Karl Georg Wittich

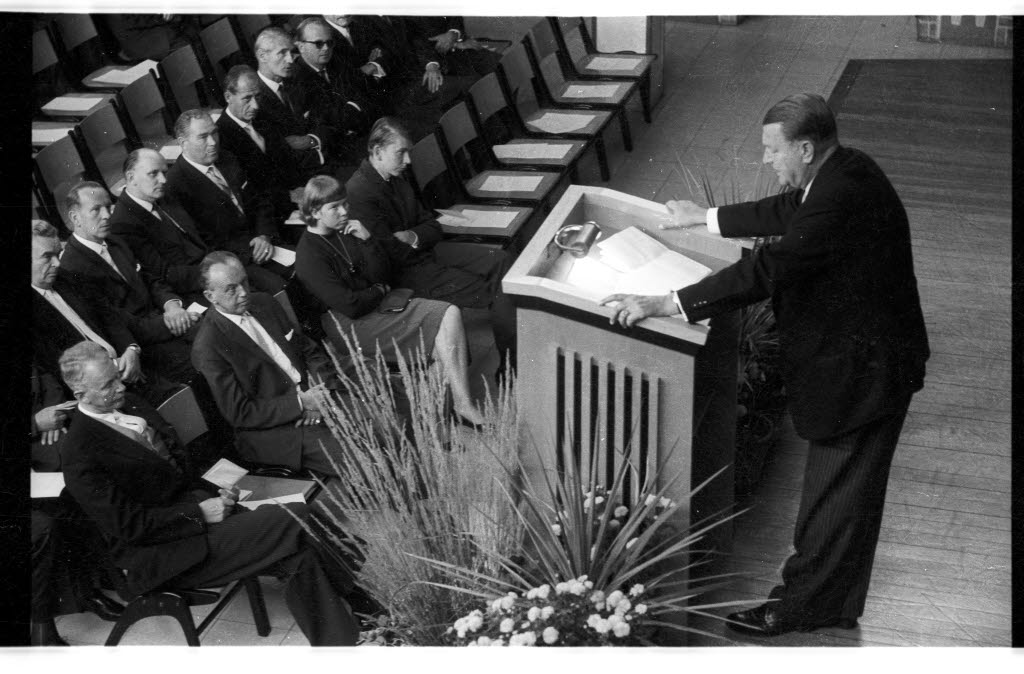
Karl Georg Wittich (am Rednerpult) im September 1964

Karl Georg Wittich, z. T. auch Karl-Georg Wittich, Carl Georg Wittich und Carl-Georg Wittich geschrieben (* 12. Januar 1901 in Tondern; † 15. Februar 1980 in Kiel) war ein deutscher Staatsbeamter. Er amtierte u. a. als Dezernatsleiter im Geheimen Staatspolizeiamt sowie als Landrat.

## Leben
Wittich war ein Sohn des preußischen Regierungsbeamten Max Friedrich Wilhelm Georg Wittich (* 2. März 1871 in Meiningen) und seiner Ehefrau Anna, geb. Freiin von Bülow (* 4. Dezember 1873 in Aurich; † 19. Januar 1953 in Pinneberg).
Seine Schulzeit absolvierte Wittich beim königlichen Gymnasium in Wiesbaden. Zu seinen Mitschülern dort zählte Rudolf Diels. Nach dem Schulbesuch schlug Wittich die Verwaltungslaufbahn ein. Nach dem Bestehen der großen Staatsprüfung wurde er mit Dienstalter vom 27. Oktober 1928 zum Regierungsassessor ernannt. Im Jahr 1933 war er als Regierungsassessor bei der Regierung in Osnabrück beschäftigt.
Wenige Wochen nach dem Regierungsantritt der Nationalsozialisten trat Wittich zum 1. Mai 1933 in die NSDAP (Mitgliedsnummer 3.131.799) ein.
Durch Erlass vom 9. August 1933 wurde Wittich zum 14. August 1933 in das Geheime Staatspolizeiamt in Berlin einberufen, in dem er die Leitung des Dezernats II E 2 (Kultur- und Sozialpolitik) übernahm. Dem Schweizer Historiker Christoph Graf zufolge hatte Wittich in dieser Funktion: „Offenbar nicht unwesentliche Bedeutung für die kirchenpolitische Linie des Gestapa unter Diels.“ Eigenen späteren Angaben zufolge hatte er als Dezernent für kulturelle Gleichschaltung die Satzungen von Organisationen und Verbänden auf ihre Konformität mit der ideologischen Ausrichtung des neuen Staates zu überprüfen und im gegenteiligen Fall deren Auflösung anzuordnen.
Kurz nach der Übernahme der Gestapo durch die SS im April 1934 wurde Wittich zum 1. Mai 1934 aus dem Gestapa wegversetzt und tat nun als Regierungsrat Dienst beim Landratsamt in Moers. Später war Wittich Regierungsrat in Allenstein und wurde 1941 kommissarischer Landrat des Kreises Osterode in Ostpreußen. Mit Wirkung vom 1. März 1943 übernahm er dieses Amt dann dauerhaft. Kurz vor Kriegsende flüchtete Wittich aus Ostpreußen und wurde am 10. März 1945 kommissarischer Landrat im Kreis Pinneberg.
Nach 1945 arbeitete Wittich Graf zufolge angeblich als Konsistorialrat. Gesichert ist, dass er in der ersten Hälfte der 1960er-Jahre als Vizepräsident der Wehrbereichsverwaltung I in Kiel amtierte. Er erhielt im März 1966 das Bundesverdienstkreuz 1. Klasse verliehen. Im Ruhestand war er als Rechtsanwalt tätig.